# آق‌چای سفلی
آق‌چای سفلییا به زبان "ترکی آشاقی آقچای" روستایی است که در استان اردبیل، شهرستان نیر، بخش کوراییم، دهستان یورتچی شرقی قرار دارد.

## جمعیت
بر اساس سرشماری سال ۱۳۸۵ جمعیت این روستا ۲۰۷ نفر با ۳۸ خانوار بوده‌است.